# 小牧 (指宿市)
小牧（こまき）は、鹿児島県指宿市の大字。旧薩摩国揖宿郡指宿郷小牧村、薩摩国揖宿郡今和泉郷小牧村、揖宿郡今和泉村大字小牧。郵便番号は891-0314。人口は464人、世帯数は237世帯（2015年10月1日現在）。

## 地理
指宿市の最北部、田貫川の流域に位置する。字域の北方には鹿児島市喜入生見町、南方には指宿市岩本、池田、西方には南九州市頴娃町牧之内がそれぞれ隣接しており、東方には鹿児島湾に面している。
字域は東西に細長い形状をしており、山地が多くを占める。集落は東部の海岸線付近と西部に畠久保がある。小牧は古くより田畑に乏しく、牧畜が中心となっていた。
教育機関は1950年（昭和25年）に字域内に指宿市立今和泉小学校小牧分校として設置されたが、1968年（昭和43年）に本校に統合され閉校した。

### 字名の由来
小牧という地名は地内に放牧場があったことに由来するという説がある。

### 河川
- 田貫川

## 歴史

### 小牧の成立と近世
小牧という地名は江戸期より見え、薩摩国揖宿郡指宿郷（外城）のうちの小牧村であった。指宿郷のうちの小牧村としての村高（石高）は「郡村高辻帳」では384石余であったと記されている。
延享元年に島津忠卿が応永24年に川辺城の戦いで和泉家当主であった直久が戦死して以降、断絶していた和泉家を継ぎ、今和泉島津家と称し、その際に指宿郷及び頴娃郷の一部から今和泉家の私領として今和泉郷が編成され、それまで指宿郷に属していた小牧村は揖宿郡今和泉郷のうちとなった。
今和泉郷のうちの小牧村としての村高は「三州御治世要覧」では381石余、「天保郷帳」では384石余、「旧高旧領取調帳」では306石余と記載されている。
天保14年から弘化元年にかけて喜入郷生見から海岸に沿って二月田に至る街道（現在の国道226号のルート）が調所広郷の指揮により建設された。

### 町村制施行以後
1889年（明治22年）に町村制が施行されたのに伴い、それまでの今和泉郷の全域より今和泉村が成立し、それまでの小牧村は今和泉村の大字「小牧」となった。1946年（昭和21年）には字域内に今和泉村役場小牧出張所が設置された。
1954年（昭和29年）4月1日に今和泉村が指宿町と合併、同時に市制施行し、指宿市が成立。それに伴い、指宿市の大字「小牧」となる。
2006年（平成18年）1月1日には指宿市が山川町及び開聞町と新設合併し、新制の指宿市となったが、旧指宿市の区域では大字名の変更は無く、住所の表示は従来通り（指宿市大字小牧）である。

## 人口
以下の表は国勢調査による小地域集計が開始された1995年以降の人口の推移である。
| 統計年             | 統計年 | 人口 | 人口 |
| ------------------ | ------ | ---- | ---- |
| 1995年（平成7年）  | [ 10 ] | 787  |      |
| 2000年（平成12年） | [ 11 ] | 698  |      |
| 2005年（平成17年） | [ 12 ] | 589  |      |
| 2010年（平成22年） | [ 13 ] | 547  |      |
| 2015年（平成27年） | [ 2 ]  | 464  |      |

## 施設

### 寺社
- 八幡神社
- 明福寺
- 青隆寺

## 小・中学校の学区
市立小・中学校に通う場合、学区（校区）は以下の通りとなる。
| 大字 | 地区             | 小学校               | 中学校               |
| ---- | ---------------- | -------------------- | -------------------- |
| 小牧 | 畠久保           | 指宿市立池田小学校   | 指宿市立西指宿中学校 |
| 小牧 | 畠久保を除く全域 | 指宿市立今和泉小学校 | 指宿市立西指宿中学校 |

## 交通

### 道路
一般国道
- 国道226号

主要地方道
- 鹿児島県道17号指宿鹿児島インター線（指宿スカイライン）

一般県道
- 鹿児島県道245号飯山喜入線

### 道の駅
- 道の駅いぶすき